# Образцов Владислав Михайлович
Образцов Владислав Михайлович (нар. 18 березня 1998, Орджонікідзе, Дніпропетровська область, Україна) — український футболіст, захисник.

## Біографія
Спершу Владислав Образцов захопився футболом в дитячі роки і здобував ази гри в місцевій, шкільній секції. Пізніше, як здібний юнак-футболіст, перебрався в СДЮШОР Орджонікідзе, за який виступав й навчався до 2011 року.
У 2011 році став гравцем прем'єрлігового «Сталь», проте грав виключно за другу команду, провівши кілька офіційних ігор в тій команді. Того ж таки сезону юнака відправили до Сум, де він виступав за першоліговий клуб «Суми»
Наступного сезону Образцов повернувся на Дніпровщину: і почав з другого складу «Дніпра», наступний рік він вже перебував у стані «Кривбаса», а вже на завершення езону Вячеслав вже був в «Дніпрі». В 2014 році Образцов здійснив закордонний вояж - перебравшись до Білорусі, зокрема в могилівський «Дніпро».
А вже наступного, 2015 року, Владислав повернувся на Батьківщину й заявився до місцевого «АвангардА» і був заявлений до обласного турніру, а потім ще до зачепилівського «Колоса».
З 2017 року виступає за аматорський клуб «Минай». З 2018 року, разом з командою, набув професійного статусу, адже минайці стартували в турнірі ФФУ, зокрема в Другій лізі першості Україи з футболу.

## Досягнення
Потрапивши до команди «Минай», Владислав Образцов щороку прогресував, як у грі, так і в здобутті футбольних трофеїв:
- Чемпіонат України серед аматорів
  - 1 місце, група 1: 2018
- Чемпіонат Закарпатської області
  - Чемпіон: 2017
- Кубок Закарпатської області
  - Володар: 2017, 2018
- Суперкубок Закарпатської області
  - Володар: 2017.